# La Almagra-aardewerk
Het La Almagra-aardewerk ("rode oker-aardewerk', ook: La Almagracultuur) is een rood aardewerk gevonden in een aantal archeologische vindplaatsen van het vroege neolithicum in Spanje. Het is niet bekend hoe het zich verhoudt tot ander aardewerk uit de neolithische periode.
In het 6e millennium v.Chr. zag Andalusië de komst van de eerste landbouwers. De oorsprong van deze eerste boeren is onzeker, en hoewel Noord-Afrika een serieuze kandidaat is, heeft de woestijnvorming daar, in de eeuwen onmiddellijk voorafgaand aan de komst van de landbouwers in Andalusië, archeologisch werk aan mogelijk verwante culturen erg moeilijk gemaakt. Voorlopig zijn de Noord-Afrikaanse culturen nog weinig begrepen, met mogelijke materiële overblijfselen die verloren zijn gegaan door het zand of de kusterosie. De eerste landbouwers arriveerden echter in Andalusië met reeds ontwikkelde gewassen, zoals gedomesticeerde vormen van granen en peulvruchten. De aanwezigheid van huisdieren is onzeker, maar er zijn grote hoeveelheden resten gevonden van later bekende gedomesticeerde varkens- en konijnensoorten, hoewel deze mogelijk tot wilde dieren behoorden. De landbouwers aten ook veel olijven, maar het is niet zeker of de olijf werd gekweekt of in zijn wilde vorm geoogst. Een typisch artefact van de eerste landbouwers was het in stijl behoorlijk gevarieerde La Almagra-aardewerk.
De culturen van het Andalusische neolithicum verspreidden zich ook naar Zuid-Portugal, waar rond 4800 v.Chr. de eerste dolmengraven verschenen, mogelijk de oudste in hun soort waar dan ook.
Ca. 4.700 v.Chr. bereikte  de Cardiaal-impressocultuur Oost-Iberië.
De oorsprong van de vroegste vondsten van La Almagra-aardewerk werd gezocht in West-Azië, bijvoorbeeld in Anatolische en Noord-Syrische locaties. In deze visie was de oorsprong van het La Almagra-aardewerk vroeg-Ugarit, daterend van tussen 2400 en 2300 v.Chr. Van deze plaatsen zou het dan naar Cyprus gemigreerd zijn. Als alternatief werd aangenomen dat elementen van het aardewerk afkomstig waren van de kleur- en fabricagetechniek van de "Diana-stijl" van Lipari (laatste fase van het neolithicum van Lipari), hoewel de vormen van de twee soorten aardewerk heel verschillend zijn. De radiokoolstofdateringen van het 6e millennium v.Chr. voor de archeologische context van de vroegste vondsten van het La Almagra-aardewerk maken dergelijke speculaties echter onhoudbaar, aangezien deze minstens 3000 jaar vóór hun vermeende prototypen in het oostelijke Middellandse Zeegebied ontstonden.